# Lupina mnoholistá
Lupina mnoholistá či vlčí bob mnoholistý (Lupinus polyphyllus) je vytrvalá kvetoucí rostlina z čeledi bobovité (Fabaceae).
Druh je původem ze Severní Ameriky, kde má původní areál rozšíření v oblasti od jižní Aljašky a Britské Kolumbie až do oblasti jižního Utahu a Kalifornie, na východ do Alberty a na západě do Wyomingu. Zde většinou roste v okolí potoků, preferuje vlhké oblasti.
Na území České republiky je invazivním druhem poškozujícím místní ekosystém. Správa Krkonošského národního parku, kde se lupina také nachází, dokonce vyzvala návštěvníky k její možné likvidaci. Stejně je klasifikována i na Novém Zélandu, ve Švédsku, Norsku, Finsku, Litvě a Švýcarsku.

## Toxicita
Celá rostlina je jedovatá. V jejich semenech, ale i v dalších částech rostliny, se nachází látky ze skupiny alkaloidů, konkrétně lupinidin. Tyto látky významně poškozují jaterní tkáň, nervový systém, srdce a ledviny. Při vážném zasažení člověka dochází k ochrnutí dýchacích orgánů a následné smrti. Při slabším zasažení se projevují nepříjemné halucinace.

## Pěstování
Je běžně používán v zahradách pro atraktivní barevné květy, je lákavý i pro včely. Dodává do půdy dusík. Potřebuje slunečné nebo světlé stanoviště, daří se mu nejlépe v lehkých půdách, trpí v těžkých jílovitých půdách. Bylo vyšlechtěno mnoho barevných kultivarů. Množí se semeny. Pěstované zahradní hybridy jsou vysoce toxické.